# Microcytheridea
Microcytheridea is een geslacht van kreeftachtigen uit de klasse van de Ostracoda (mosselkreeftjes).

## Soort
- Microcytheridea labiata Hartmann, 1965